# Junior Kabananga
Junior Kabananga Kalonji (Kinshasa, 1989. április 4. –) kongói DK válogatott labdarúgó, aki jelenleg az Asztana FK játékosa.

## Pályafutása

### Válogatott
2014 októberében az Elefántcsontparti labdarúgó-válogatott elleni 2015-ös afrikai nemzetek kupája selejtező mérkőzésen debütált góllal. Részt vett a 2015 és a 2017-es afrikai nemzetek kupáján. Utóbbi tornán gólkirály lett.

## Sikerei, díjai

### Klub
- Asztana FK
  - Kazah bajnok: 2015, 2016
  - Kazah kupa: 2016

### Egyéni
- Afrikai nemzetek kupája gólkirály: 2017
- Afrikai nemzetek kupája – A torna csapatának tagja: 2017

## Külső hivatkozások
- Junior Kabananga Transfermarkt